# Herzblättriger Beinwell
Der Herzblättrige Beinwell (Symphytum cordatum) ist eine Pflanzenart in der Familie der Raublattgewächse (Boraginaceae). Das Verbreitungsgebiet erstreckt sich von der Slowakei über Polen und die Ukraine bis Rumänien.

## Beschreibung

### Erscheinungsbild und Laubblatt
Der Herzblättrige Beinwell wächst als ausdauernde krautige Pflanze mit Wuchshöhen von 15 bis 35 (selten bis 50 Zentimeter). Der einfache Stängel ist mit bis zu 1 Millimeter langen Trichomen schwach behaart. Die Pflanze bildet ein gleichmäßig verdicktes und weitgehend auf dem Substrat aufliegendes Rhizom aus.
Die zwei bis vier (selten bis fünf) wechselständigen und ganzrandigen Laubblätter sind im unteren Stängelbereich bei größerer und herzförmiger Blattspreite lang gestielt und im oberen Bereich bei rundem Spreitengrund kurz gestielt bis sitzend. Nebenblätter sind nicht vorhanden.

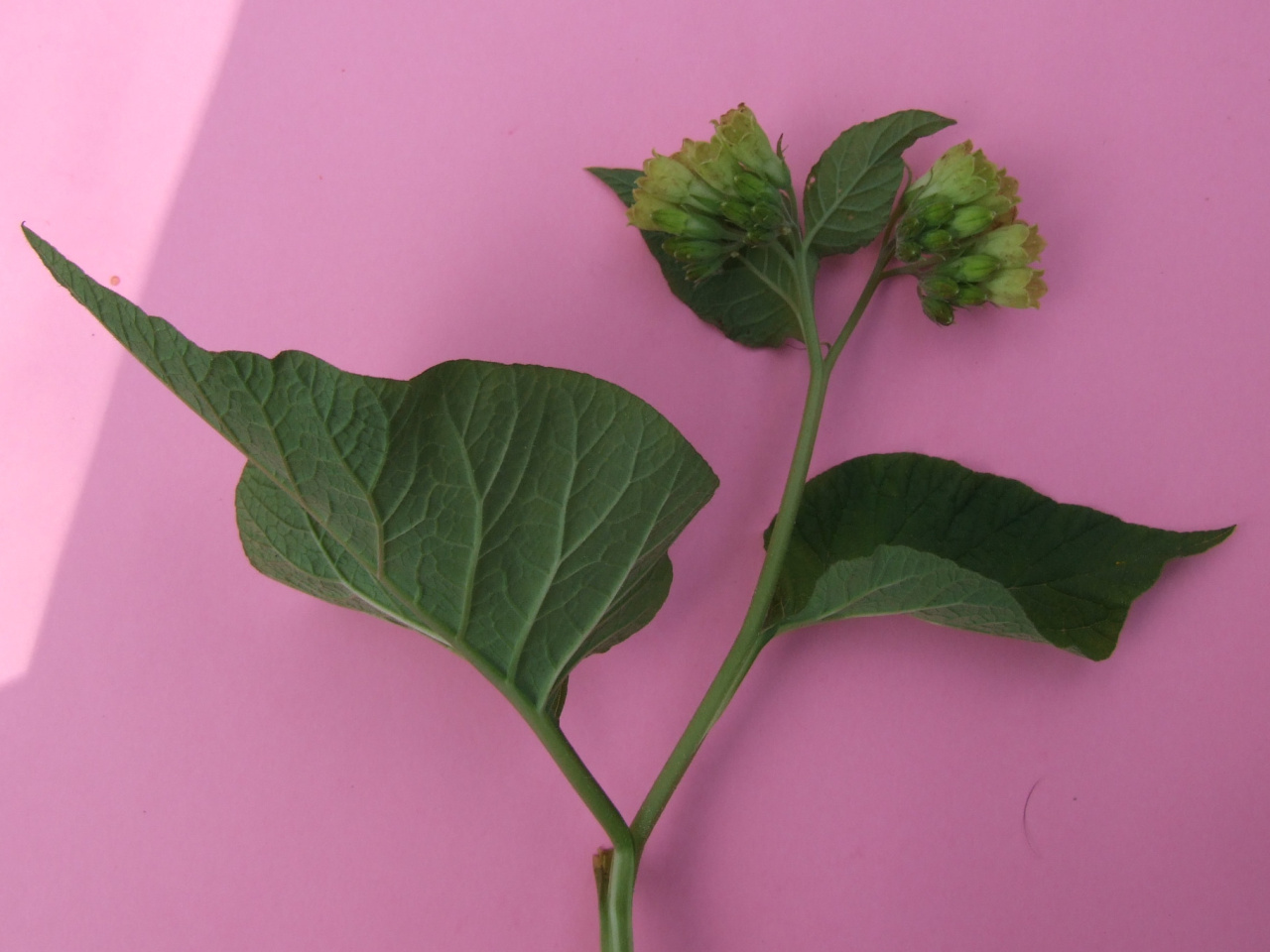
Gestielte bis sitzende Laubblätter und Blütenstand

### Blütenstand, Blüte und Frucht
Bis zu zwanzig Blüten stehen in einem endständigen, zymösen Blütenstand ohne Tragblätter zusammen.
Die zwittrigen Blüten sind radiärsymmetrisch und fünfzählig mit doppelter Blütenhülle. Die fünf Kelchblätter sind nur kurz verwachsen und bilden den tief gezähnten Kelch. Die fünf hellgelben Kronblätter sind röhrig bis glockenförmig zur 13 bis 18 Millimeter langen Krone verwachsen, die damit etwa eineinhalb Mal so lang wie der Kelch ist. In der Kronröhre befinden sich fünf dreieckig-lanzettliche Anhängsel, die sogenannten „Kronschuppen“. Sie besitzen am Rand gleichmäßig verteilte papillöse Drüsen, die im unteren Bereich zweieinhalb bis dreieinhalb Mal so lang wie breit, im oberen Bereich kleiner und deutlich länger als breit sind. Es ist nur ein Kreis mit fünf Staubblättern vorhanden, die mit der Kronröhre verwachsen sind und die Krone nicht überragen. Die Staubfäden sind um etwas mehr als die Hälfte bis zu drei Viertel länger als die Staubbeutel. Zwei Fruchtblätter sind zu einem oberständigen Fruchtknoten verwachsen, der vier Fruchtkammern mit je einer Samenanlage enthält. Der dünne Griffel endet in einer kopfigen Narbe.
Es werden Klausenfrüchte gebildet. Die vier Teilfrüchte sind geringfügig warzig und mehr oder weniger netzartig-runzelig.

### Chromosomenzahl
Die Chromosomenzahl beträgt 2n = 18, 24,40, 48, 56, 72 oder 120.

## Vorkommen
Der Herzblättrige Beinwell ist entlang des Karpatenbogens von der Slowakei über Polen, die Ukraine bis Rumänien verbreitet. Lebensräume sind sommergrüne Laubwälder.

## Taxonomie
Symphytum cordatum wurde zwischen 1799 und 1802 von Franz Adam von Waldstein und Pál Kitaibel in Descriptiones et Icones Plantarum Rariorum Hungariae, Band 1, Seite 6, Tabelle 7 erstbeschrieben. Weitere Veröffentlichungen erfolgten 1799 durch Carl Ludwig von Willdenow in Neue Schriften Gesellschaft Naturforschender Freunde zu Berlin, Band 2, Seite 121 und 1808 durch Friedrich August Marschall von Bieberstein in Flora Taurico-Caucasica exhibens stirpes phaenogamas: in Chersoneso Taurica et regionibus caucasicis sponte crescentes, Band 1, Seite 130.